# Oboe (Aldeia)
Oboe ist eine osttimoresische Aldeia im Suco Cota Bo’ot (Verwaltungsamt Bobonaro, Gemeinde Bobonaro). 2015 lebten in der Aldeia 91 Menschen.

## Geographie
Oboe liegt im Westen des Sucos Cota Bo’ot. Östlich befindet sich die Aldeia Aimeta. Im Norden und Westen grenzt Oboe an den Suco Tebabui und im Süden an den Suco Carabau. Die Nordgrenze bildet zum Teil der Babalai, ein Nebenfluss des Marobo. Durch die Aldeia führt eine Straße, an der die Gebäude des Dorfes  Oboe liegen. Hier befindet sich auch der Sitz des Sucos Cota Bo’ot.

## Politik
2023 wurde Armindo T. de Araújo zum Chefe de Aldeia gewählt.